# Días nuevos
Días nuevos es el decimotercer álbum del cantautor peruano Gian Marco y su décimo álbum de estudio.

## Desempeño comercial
El álbum tuvo gran éxito en toda Latinoamérica y fue certificado triple platino en Perú el 21 de julio de 2011.El 12 de diciembre de 2011 el álbum fue certificado quíntuple platino en Perú, rompiendo un récord y convirtiéndose en el álbum más vendido en Perú de 2011. El álbum ganó el premio al Mejor Álbum de Cantautor en los Premios Grammy Latinos de 2011. Empató en el premio con Amaury Gutiérrez, siendo la segunda vez que gana en esta categoría y también marcó la primera vez que dos artistas empataron en el premio. Ese mismo año el éxito del álbum también le valió los Premios Luces al Artista del Año y Canción del Año por Dime Dónde. Es uno de los discos más vendidos en el Perú.

## Listado de canciones
Todas las canciones fueron escritas por Gian Marco.
| Días nuevos |                                                    |          |  |
| N.º         | Título                                             | Duración |  |
| 1.          | «Cuéntame»                                         | 3:48     |  |
| 2.          | «Más Allá»                                         | 3:12     |  |
| 3.          | «Respirar» (con Alejandro Sanz)                    | 4:20     |  |
| 4.          | «Desde Hace Un Mes»                                | 4:10     |  |
| 5.          | «De Paseo»                                         | 4:30     |  |
| 6.          | «Dime Dónde» (con Juan Luis Guerra)                | 4:14     |  |
| 7.          | «Amores Imperfectos»                               | 3:32     |  |
| 8.          | «Sabes Que Cuentas Conmigo» (con Diego Torres)     | 3:12     |  |
| 9.          | «En Venta»                                         | 4:20     |  |
| 10.         | «Si Me Tenías» (con Noel Schajris & Claudia Brant) | 4:00     |  |
| 11.         | «Días Nuevos»                                      | 4:07     |  |
| 40:13       |                                                    |          |  |

## Videos
1. «Cuéntame»

## Premios y nominaciones

### Premios Grammy Latinos
| Año  | Categoría             | Trabajo nominado | Resultado |
| ---- | --------------------- | ---------------- | --------- |
| 2011 | Mejor Álbum Cantautor | Días Nuevos      | Ganador   |
| 2011 | Artista del año       | Él mismo         | Nominado  |
| 2011 | Canción del año       | «Dime dónde»     | Nominado  |

### En el Perú
| Año  | Premio                       | Trabajo nominado | Categoría       | Resultado |
| ---- | ---------------------------- | ---------------- | --------------- | --------- |
| 2011 | Premios Luces de El Comercio | "Dime dónde"     | Canción del año | Ganador   |